# Khraicia
Khraicia är en kommun i provinsen Alger i Algeriet. Den hade 27 910 invånare år 2008.